# Clasificación para la Copa Africana de Naciones de 1998
La Clasificación para la Copa Africana de Naciones 1998 contó con la participación de 34 selecciones nacionales afiliadas a la Confederación Africana de Fútbol, la cual se disputó del 11 de agosto de 1996 al 27 de julio de 1997.
Burkina Faso clasificó directamente a la fase final del torneo por ser el país organizador, mientras que Sudáfrica clasificó a la fase final del torneo por ser el campeón defensor.

## Ronda preliminar
| Equipo 1                 | Agr.         | Equipo 2   | Ida | Vuelta |
| ------------------------ | ------------ | ---------- | --- | ------ |
| Mauricio                 | 2-1          | Seychelles | 1-0 | 1-1    |
| Congo                    | 0-1          | Togo       | 0-0 | 0-1    |
| Botsuana                 | 0-6          | Namibia    | 0-0 | 0-6    |
| Benín                    | 0-2          | Mauritania | 4-1 | 0-0    |
| Uganda                   | 2-2 (2-4 p.) | Etiopía    | 1-1 | 1-1    |
| República Centroafricana | w.o.         | Burundi    | -   | -      |

## Fase de grupos

### Grupo 1
| País     | Pts                | J                  | G                  | E                  | P                  | GF                 | GC                 | GD                 |
| -------- | ------------------ | ------------------ | ------------------ | ------------------ | ------------------ | ------------------ | ------------------ | ------------------ |
| Ghana    | 7                  | 4                  | 2                  | 1                  | 1                  | 4                  | 3                  | +1                 |
| Angola   | 6                  | 4                  | 2                  | 0                  | 2                  | 4                  | 4                  | 0                  |
| Zimbabue | 4                  | 4                  | 1                  | 1                  | 2                  | 3                  | 4                  | −1                 |
| Sudán    | Abandonó el torneo | Abandonó el torneo | Abandonó el torneo | Abandonó el torneo | Abandonó el torneo | Abandonó el torneo | Abandonó el torneo | Abandonó el torneo |

| Equipo 1 | Resultado | Equipo 2 |
| -------- | --------- | -------- |
| Ghana    | 2-1       | Angola   |
| Zimbabue | 0-0       | Ghana    |
| Zimbabue | 1-0       | Angola   |
| Angola   | 1-0       | Ghana    |
| Ghana    | 2-1       | Zimbabue |
| Angola   | 2-1       | Zimbabue |

### Grupo 2
| País            | Pts | J | G | E | P | GF | GC | GD |
| --------------- | --- | - | - | - | - | -- | -- | -- |
| Costa de Marfil | 13  | 6 | 4 | 1 | 1 | 10 | 8  | +2 |
| Argelia         | 10  | 6 | 3 | 1 | 2 | 9  | 5  | +4 |
| Malí            | 9   | 6 | 3 | 0 | 3 | 9  | 9  | 0  |
| Benín           | 2   | 6 | 0 | 2 | 4 | 3  | 9  | −6 |

| Equipo 1        | Resultado | Equipo 2        |
| --------------- | --------- | --------------- |
| Argelia         | 2-1       | Costa de Marfil |
| Benín           | 1-2       | Malí            |
| Costa de Marfil | 1-0       | Benín           |
| Malí            | 1-0       | Argelia         |
| Malí            | 1-2       | Costa de Marfil |
| Benín           | 1-1       | Argelia         |
| Costa de Marfil | 2-1       | Argelia         |
| Malí            | 3-1       | Benín           |
| Argelia         | 1-0       | Malí            |
| Benín           | 0-0       | Costa de Marfil |
| Argelia         | 2-0       | Benín           |
| Costa de Marfil | 4-2       | Malí            |

### Grupo 3
| País      | Pts | J | G | E | P | GF | GC | GD  |
| --------- | --- | - | - | - | - | -- | -- | --- |
| Marruecos | 14  | 6 | 4 | 2 | 0 | 10 | 1  | +9  |
| Egipto    | 9   | 6 | 2 | 3 | 1 | 12 | 4  | +8  |
| Senegal   | 8   | 6 | 2 | 2 | 2 | 5  | 6  | −1  |
| Etiopía   | 1   | 6 | 0 | 1 | 5 | 3  | 19 | −16 |

| Equipo 1  | Resultado | Equipo 2  |
| --------- | --------- | --------- |
| Egipto    | 1-1       | Marruecos |
| Etiopía   | 1-2       | Senegal   |
| Senegal   | 0-0       | Egipto    |
| Senegal   | 0-0       | Marruecos |
| Etiopía   | 1-1       | Egipto    |
| Marruecos | 4-0       | Etiopía   |
| Marruecos | 1-0       | Egipto    |
| Senegal   | 3-0       | Etiopía   |
| Egipto    | 2-0       | Senegal   |
| Etiopía   | 0-1       | Marruecos |
| Egipto    | 8-1       | Etiopía   |
| Marruecos | 3-0       | Senegal   |

### Grupo 4
| País                     | Pts           | J             | G             | E             | P             | GF            | GC            | GD            |
| ------------------------ | ------------- | ------------- | ------------- | ------------- | ------------- | ------------- | ------------- | ------------- |
| Túnez                    | 6             | 3             | 2             | 0             | 1             | 3             | 1             | +2            |
| Guinea                   | 6             | 3             | 2             | 0             | 1             | 2             | 1             | +1            |
| Sierra Leona             | 0             | 2             | 0             | 0             | 2             | 0             | 3             | −3            |
| República Centroafricana | Descalificado | Descalificado | Descalificado | Descalificado | Descalificado | Descalificado | Descalificado | Descalificado |

| Equipo 1 | Resultado | Equipo 2     |
| -------- | --------- | ------------ |
| Túnez    | 2-0       | Sierra Leona |
| Guinea   | 1-0       | Túnez        |
| Guinea   | 1-0       | Sierra Leona |
| Túnez    | 1-0       | Guinea       |

### Grupo 5
| País    | Pts | J | G | E | P | GF | GC | GD |
| ------- | --- | - | - | - | - | -- | -- | -- |
| Camerún | 10  | 6 | 2 | 4 | 0 | 8  | 3  | +5 |
| Namibia | 8   | 6 | 2 | 2 | 2 | 4  | 7  | −3 |
| Gabón   | 7   | 6 | 1 | 4 | 1 | 5  | 5  | 0  |
| Kenia   | 5   | 6 | 1 | 2 | 3 | 2  | 4  | −2 |

| Equipo 1 | Resultado | Equipo 2 |
| -------- | --------- | -------- |
| Namibia  | 1-0       | Kenia    |
| Gabón    | 0-0       | Camerún  |
| Kenia    | 1-0       | Gabón    |
| Camerún  | 4-0       | Namibia  |
| Kenia    | 0-0       | Camerún  |
| Namibia  | 1-1       | Gabón    |
| Kenia    | 0-1       | Namibia  |
| Camerún  | 2-2       | Gabón    |
| Namibia  | 0-1       | Camerún  |
| Gabón    | 1-0       | Kenia    |
| Camerún  | 1-1       | Kenia    |
| Gabón    | 1-1       | Namibia  |

### Grupo 6
| País     | Pts | J | G | E | P | GF | GC | GD |
| -------- | --- | - | - | - | - | -- | -- | -- |
| Togo     | 10  | 6 | 3 | 1 | 2 | 9  | 5  | +4 |
| RD Congo | 9   | 6 | 2 | 3 | 1 | 6  | 5  | +1 |
| Liberia  | 8   | 6 | 2 | 2 | 2 | 5  | 8  | −3 |
| Tanzania | 5   | 6 | 1 | 2 | 3 | 5  | 7  | −2 |

| Equipo 1 | Resultado | Equipo 2 |
| -------- | --------- | -------- |
| Togo     | 2-1       | Tanzania |
| Zaire    | 0-0       | Liberia  |
| Tanzania | 1-2       | Zaire    |
| Liberia  | 1-2       | Togo     |
| Tanzania | 1-1       | Liberia  |
| Togo     | 1-1       | Zaire    |
| Tanzania | 1-0       | Togo     |
| Liberia  | 2-1       | RD Congo |
| Togo     | 4-0       | Liberia  |
| RD Congo | 1-1       | Tanzania |
| Liberia  | 1-0       | Tanzania |
| RD Congo | 1-0       | Togo     |

### Grupo 7
| País       | Pts | J | G | E | P | GF | GC | GD |
| ---------- | --- | - | - | - | - | -- | -- | -- |
| Zambia     | 14  | 6 | 4 | 2 | 0 | 9  | 3  | +6 |
| Mozambique | 10  | 6 | 3 | 1 | 2 | 10 | 7  | +3 |
| Malaui     | 9   | 6 | 3 | 0 | 3 | 9  | 10 | −1 |
| Mauricio   | 1   | 6 | 0 | 1 | 5 | 4  | 12 | −8 |

| Equipo 1   | Resultado | Equipo 2   |
| ---------- | --------- | ---------- |
| Mauricio   | 1-2       | Malaui     |
| Zambia     | 1-0       | Mozambique |
| Malaui     | 0-2       | Zambia     |
| Mozambique | 3-0       | Mauricio   |
| Malaui     | 2-0       | Mozambique |
| Mauricio   | 0-0       | Zambia     |
| Malaui     | 3-2       | Mauricio   |
| Mozambique | 2-2       | Zambia     |
| Zambia     | 3-1       | Malaui     |
| Mauricio   | 1-3       | Mozambique |
| Mozambique | 2-1       | Malaui     |
| Zambia     | 1-0       | Mauricio   |